# 网状进化

描绘网状进化的系统发育网络：B起源于其两个祖先A和C之间的水平基因转移

网状进化（英語：reticulate evolution，或）指的是由多个祖先类群通过杂交、异源多倍化、傳染性遺傳或水平基因转移等方式形成新类群的过程。在通过网状进化形成的新类群中，基因组内不同的基因拥有不同的进化历史，这种现象与传统的「生命之树」模型不相符，系统发生网络能够比系统发生树更好地描述这种关系。英语名称来源于拉丁语，意为「网」。
网状进化可以发生在不同层级之上，包括染色体、生物个体、种群、物种。一般而言，亲缘关系密切的物种之间更容易发生，因为相近的物种一般也具有相似的基因组序列和细胞内环境，从而令来自不同生物的基因能够更好地整合在一起。然而，在亲缘关系较远的生物之间也并非不可能发生，甚至有细菌与古菌之间的跨域案例。动物之间的网状进化以渐渗杂交为主，而植物之间网状进化的方式则更为多样化，包括渐渗杂交、自然杂交、异源多倍化等。
智人、尼安德特人和丹尼索瓦人两两之间均发生过杂交，并且有证据显示他们还曾与其它未知的古人类发生过杂交，尼安德特人有20%的基因保留在现代人类的基因组中，因而现代人类也是网状进化的产物。
这一概念也被借用至人文科学领域，例如船货崇拜、克里奥尔语、借词和多元文化主义等现象被认为是社会学或语言学上的「网状进化」现象。